# 卡尔·福尔克
卡尔·福尔克（瑞典語：Carl Folcker，1889年3月28日—1911年7月2日），生于菲利普斯塔德，瑞典男子体操运动员。他曾获得1908年夏季奥运会体操比赛男子团体全能金牌。他于1911年在卡尔斯塔德市镇去世。